# 2016 في إسرائيل
فيما يلي قوائم الأحداث التي وقعت خلال عام 2016 في إسرائيل.

## أحداث
- 8 يونيو – حادثة إطلاق النار في تل أبيب يونيو 2016
- 1 يناير – حادثة إطلاق النار في تل أبيب يناير 2016
- 22 نوفمبر – حرائق غابات إسرائيل 2016
- 18 أبريل – تفجير حافلة القدس 2016
- 8 مارس – عمليات طعن تل أبيب 2016

## سياسة

### تعيين في المنصب
- 24 يناير – يغئال غويطة عضو الكنيست [الإنجليزية]‏.
- 29 يناير – أكرم حسون عضو الكنيست [الإنجليزية]‏.
- 23 مايو – يهودا غليك عضو الكنيست [الإنجليزية]‏.
- 24 مايو – يعقوب اشير عضو الكنيست [الإنجليزية]‏.
- 30 مايو – افيغادور ليبرمان وزير الدفاع الإسرائيلي  [لغات أخرى]‏.

### انتهاء فترة المنصب
- 29 يناير – موشيه كحلون عضو الكنيست [الإنجليزية]‏.
- 22 مايو – موشيه يعلون وزير الدفاع الإسرائيلي  [لغات أخرى]‏،عضو الكنيست [الإنجليزية]‏.
- 1 يونيو – افيغادور ليبرمان عضو الكنيست [الإنجليزية]‏.
- 2 نوفمبر – أرييه درعي عضو الكنيست [الإنجليزية]‏.
- 26 ديسمبر – بنيامين نتانياهو وزير التعاون الإقليمي [الإنجليزية]‏.

## برامج ومسلسلات وأنمي
- الجميلة والخباز

## وفيات

### يناير
- 1 يناير – إبراهيم الدقاق (مواليد 1929) سياسي فلسطيني.

### مارس
- 20 مارس – بشير قبطي (مواليد 1929)

### أبريل
- 19 أبريل – رونيت القبص (مواليد 1964) ممثلة إسرائيلية.

### سبتمبر
- 19 سبتمبر – أمين يونس الحسيني (مواليد 1929) سياسي أردني.
- 29 سبتمبر – نمر حماد (مواليد 1941) سياسي فلسطيني، والمستشار السياسي لرئيس السلطة الفلسطينية السابق.